# Rotenhagen
Rotenhagen ist ein Ortsteil von Werther (Westf.) im nordrhein-westfälischen Kreis Gütersloh.

## Geschichte
Vom Mittelalter bis zur Franzosenzeit war Rotenhagen eine Bauerschaft der Vogtei Werther im Amt Sparrenberg der Grafschaft Ravensberg. Von 1807 bis 1810 gehörte Rotenhagen zum Kanton Werther im Departement der Weser des Königreichs Westphalen und von 1811 bis 1813 zur Mairie (Bürgermeisterei) Werther im Département der oberen Ems des Kaiserreichs Frankreich. Nach der napoleonischen Niederlage fiel Rotenhagen 1813 zurück an Preußen und kam 1816 zum neuen Kreis Halle. Im Kreis Halle gehörte die Gemeinde Rotenhagen zum Amt Werther. Rotenhagen wurde durch das Bielefeld-Gesetz vom 24. Oktober 1972 mit Wirkung vom 1. Januar 1973 in die Stadt Werther eingegliedert.

### Einwohnerentwicklung
Nachfolgend dargestellt ist die Einwohnerentwicklung von Rotenhagen in der Zeit als selbständige Gemeinde. In der Tabelle werden auch die Einwohnerzahlen von 1970 (Volkszählungsergebnis) und 1972 angegeben.

Bevölkerungsentwicklung in Rotenhagen
zwischen 1817 und 1965

| Jahr | Einwohner |
| ---- | --------- |
| 1799 | 650       |
| 1817 | 684       |
| 1900 | 569       |
| 1939 | 445       |
| 1946 | 679       |
| 1961 | 491       |
| 1965 | 404       |
| 1970 | 395       |
| 1972 | 422       |

## Persönlichkeiten
- Wilhelm Niewöhner (1888–1946), preußischer Land- und Oberregierungsrat